# フェンリル (企業)
フェンリル株式会社（英:Fenrir Inc.）は、Webアプリケーション開発やインターネットの各種情報サービス事業を行う企業である。本社は大阪府大阪市。代表取締役は柏木泰幸。

## 概要
社名は北欧神話に登場する怪物フェンリルから取られており、製品名にも北欧神話にちなんだものがいくつか見られる。フェンリルのクレドは以下の通り。
- 私は、自分のことが大好きで、自分の人生が一番大切です。
- 私は、フェンリルの想いもちょっとだけ大切にします。
- 私は、自分がハピネスを感じたのなら、周りもハピネスにします。
- 私は、新たな体験を増やし、新しいものを生み出します。
- 私は、誰よりも細部までこだわってデザインします。
- 私は、自信を持って提供できるプロダクトをつくります。
- 私は、よく考え、きちんと伝え、より良くします。
- 私は、小さな約束を大切にします。
- 私は、邪悪なことはしません。
- 私は、みなさんの秘密を守ります。
- 私は、プロフェッショナルです。

## 沿革
- 2005年
  - 6月13日 - 設立。
  - 6月30日 - 携帯端末用フルブラウザ、jigブラウザとの業務提携発表。
  - 7月14日 - エキサイトとの業務提携発表。Sleipnirユーザー向けポータルサイト、Sleipnir x Excite の運営開始（potaの提供に伴い現在は終了している）。
  - 11月16日 - Quixunと業務提携、lipii リビングブラウザの共同開発を行うと発表。
  - 12月7日 - Sleipnirユーザー向けにセキュリティ対策製品の提供でMcAfeeと業務提携発表。
- 2006年
  - 1月27日 - RSSリーダー Headline-Reader開発者の大倉貴之を招聘し、Hedaline-ReaderのプラグインをSleipnirに導入すると発表。
  - 4月12日 - Grani公開に伴い、Sleipnir x Exciteを模したGrani x Excite の運営開始（Sleipnir x Excite同様現在は終了している）。
  - 4月19日 - ビッダーズとの提携しビッダーズ向けGraniをリリース。ブラウザ開発のため、Donut RAPT/L/Q作者のRAPTを招聘。
  - 6月6日 - cybozu.netと業務提携発表と同時にcybozu向けGraniをリリース。
  - 6月13日 - Sleipnir 2.40正式版公開と同時にSleipnir x Exciteのページで2.40以降のユーザー向け無料音楽サービスを開始。
  - 7月5日 - 楽天との業務提携発表と同時にinfoseek向けGraniをリリース。
  - 9月1日 - 米国Googleとの提携発表。SleipnirとGraniのデフォルト検索エンジンをGoogleに変更。
  - 9月20日 - アリエル・ネットワークとの業務提携を発表、アリエル提供のPIMソフトウェアとSleipnirを連携させるプラグインを公開。
  - 12月6日 - iTunes StoreやAmazon.co.jpと連携した音楽サービス、mimil のベータ版を提供開始（現在はサービス終了）。
- 2007年
  - 2月2日 - 阪急交通社との業務提携を発表、阪急提供コンテンツに最適化されたブラウザTB-8 を公開。
  - 3月3日 - 会社のサイトをリニューアル。
  - 4月2日 - 専用ポータルをpotaに変更。
  - 4月26日 - 社のシンボルマークを公開。モチーフは狼。
  - 6月13日 - 資本金を1000万円から1024万円へ増資。
- 2008年
  - 9月25日 - Sleipnirの新たなスタートページとして、検索機能に特化した 「Sleipnir Start」を公開。
- 2009年
  - 4月27日 - フェンリル版Internet Explorer 8をリリース[1]。
  - 6月8日 - フェンリル独自の初iPhoneアプリケーション「Inkiness」をリリース。
  - 8月3日 - アーバンリサーチとの業務提携発表と同時にアーバンリサーチ向けGraniをリリース。
  - 11月26日 - ファイル管理ソフトウェア、FenrirFSを公開。
- 2010年
  - 8月27日 - InkinessをiPad環境へ移植した「Inkiness for iPad」をリリース[2]。
- 2013年
  - 4月1日 - 島根県松江市に島根支社を開設。[3]。

## 収益
フェンリルはソフトウェアなどを販売することなどで収益を得てはいない。自社製品公式サイトへの広告掲載や提携企業製品の無償バンドル、ポータル企業を対象とする検索バーやアドレスバー枠の販売など、企業向けサービスを提供することで収益を得た結果、Sleipnirなど主要ソフトウェアの無償提供を実現している。
また、企業という特性を生かし、ソフトウェア開発者の招聘を行うことにより製品開発の効率化を図っている。開発者招聘はフリーソフトウェアの開発を行う個人を対象としている。そのため、フェンリルは開発者が社内で個人の開発を行えるよう、一定の時間をとらせている。
最近はウェザーニューズやぐるなびなど、他の会社と提携してiPhoneのアプリケーションの開発も行っている。